# داميان بوين
داميان بوين (بالإنجليزية: Damien Bowen)‏ هو منافس ألعاب قوى أسترالي، ولد في 14 مايو 1984.

## روابط خارجية
- داميان بوين على موقع النتائج التاريخية لألعاب القوى الأسترالية (الإنجليزية)
- داميان بوين على موقع Paralympic.org (الإنجليزية)
- داميان بوين على موقع اتحاد ألعاب الكومنولث (مؤرشف) (الإنجليزية)